# Atletism la Jocurile Olimpice de vară din 2016 - 10.000 m (masculin)
Proba de 10.000 de metri masculin de la Jocurile Olimpice de vară din 2016 a avut loc la 13 august pe Stadionul Olimpic.

## Recorduri
Înaintea acestei competiții, recordurile mondiale și olimpice erau următoarele:
| Record  | Atlet                 | Timp     | Loc               | Data           |
| ------- | --------------------- | -------- | ----------------- | -------------- |
| Mondial | Kenenisa Bekele (ETH) | 26:17.53 | Bruxelles, Belgia | 26 august 2005 |
| Olimpic | Kenenisa Bekele (ETH) | 27:01.17 | Beijing, China    | 17 august 2008 |

| Area                                             |             |                       |                |
| Area                                             | Time (s)    | Athlete               | Nation         |
| ------------------------------------------------ | ----------- | --------------------- | -------------- |
| Africa (recorduri)                               | 26:17.53 RM | Kenenisa Bekele       | Etiopia        |
| Asia (recorduri)                                 | 26:38.76    | Abdullah Ahmad Hassan | Qatar          |
| Europa (recorduri)                               | 26:46.57    | Mo Farah              | Marea Britanie |
| America Centrală, de Nord și Caraibe (recorduri) | 26:44.36    | Galen Rupp            | Statele Unite  |
| Oceania (recorduri)                              | 27:24.95    | Ben St. Lawrence      | Australia      |
| America de Sud (recorduri)                       | 27:28.12    | Marilson dos Santos   | Brazilia       |

## Rezultate

### Finala
| Loc | Nume                      | Naționalitate              | Timp     | Note |
| --- | ------------------------- | -------------------------- | -------- | ---- |
| 1   | Mo Farah                  | Marea Britanie             | 27:05.17 |      |
| 2   | Paul Tanui                | Kenya                      | 27:05.64 | (SB) |
| 3   | Tamirat Tola              | Etiopia                    | 27:06.26 |      |
| 4   | Yigrem Demelash           | Etiopia                    | 27:06.27 |      |
| 5   | Galen Rupp                | Statele Unite ale Americii | 27:08.92 | (SB) |
| 6   | Joshua Kiprui Cheptegei   | Uganda                     | 27:10.06 | (PB) |
| 7   | Bedan Karoki Muchiri      | Kenya                      | 27:22.93 |      |
| 8   | Zersenay Tadese           | Eritreea                   | 27:23.86 |      |
| 9   | Nguse Tesfaldet           | Eritreea                   | 27:30.79 | (SB) |
| 10  | Abraham Cheroben          | Bahrain                    | 27:31.86 | (PB) |
| 11  | Geoffrey Kipsang Kamworor | Kenya                      | 27:31.94 |      |
| 12  | Zane Robertson            | Noua Zeelandă              | 27:33.67 | (RN) |
| 13  | Polat Kemboi Arıkan       | Turcia                     | 27:35.50 | (PB) |
| 14  | Leonard Essau Korir       | Statele Unite ale Americii | 27:35.65 | (SB) |
| 15  | Abadi Hadis               | Etiopia                    | 27:36.34 |      |
| 16  | David McNeill             | Australia                  | 27:51.71 |      |
| 17  | Suguru Osako              | Japonia                    | 27:51.94 |      |
| 18  | Stephen Mokoka            | Africa de Sud              | 27:54.57 |      |
| 19  | Shadrack Kipchirchir      | Statele Unite ale Americii | 27:58.32 | (SB) |
| 20  | Bashir Abdi               | Belgia                     | 28:01.49 |      |
| 21  | Luis Ostos                | Peru                       | 28:02.03 |      |
| 22  | Moses Kurong              | Uganda                     | 28:03.38 |      |
| 23  | Timothy Toroitich         | Uganda                     | 28:04.84 | (SB) |
| 24  | Goitom Kifle              | Eritreea                   | 28:15.99 |      |
| 25  | Andy Vernon               | Marea Britanie             | 28:19.36 | (SB) |
| 26  | El Hassan El-Abbassi      | Bahrain                    | 28:20.17 |      |
| 27  | Olivier Irabaruta         | Burundi                    | 28:32.75 |      |
| 28  | Ben St Lawrence           | Australia                  | 28:46.32 |      |
| 29  | Yuta Shitara              | Japonia                    | 28:55.23 |      |
| 30  | Kota Murayama             | Japonia                    | 29:02.51 |      |
| 31  | Ross Millington           | Marea Britanie             | 29:14.95 |      |
| 32  | Mohammed Ahmed            | Canada                     | 29:32.84 |      |
| –   | Hassan Chani              | Bahrain                    | (DNF)    |      |
| –   | Ali Kaya                  | Turcia                     | (DNF)    |      |

## Legendă
RA Record african | AM Record american | AS Record asiatic | RE Record european | OC Record oceanic | RO Record olimpic | RM Record mondial | RN Record național | SA Record sud-american | RC Record al competiției | DNF Nu a terminat | DNS Nu a luat startul | DS Descalificare | EL Cea mai bună performanță europeană a anului | PB Record personal | SB Cea mai bună performanță a sezonului | WL Cea mai bună performanță mondială a anului